# ترسسون، کبک
ترسسون (به فرانسوی: Trécesson) بخشی در منطقه شهری ابیتیبی ناحیه ابیتیبی-تمیسکامانگ در استان کبک کانادا است. در سرشماری سال ۲۰۱۱ این بخش ۱٬۱۹۴ نفر جمعیت داشته‌است و مساحت آن ۱۹۸٫۳۸ کیلومتر مربع است.